# Alice de Lusignan y Angulema
Alice de Lusignan o Alice de Angulema (antes de octubre de 1236-mayo de 1290) fue la primera esposa del señor de las marcas Gilbert de Clare, VI conde de Hertford y medio sobrina de Enrique III de Inglaterra.
Se rumoreó que fue amante del príncipe Eduardo, ya que ella fue brevemente encarcelada por traicionar a su marido.

## Familia
Alice de Lusigan nació en octubre de 1236 en Angulema, Charente, Francia, siendo sus padres Hugo XI de Lusignan, señor de Lusignan, conde de la Marche y de Angulema, y Yolande de Dreux, condesa de Penthièvre y Porhoet. A través de su abuela Isabel de Angulema, reina consorte de Juan I de Inglaterra,  era sobrina de Enrique III.

## Matrimonio
Ella llegó a Inglaterra en una fecha no determinada. El 6 de abril de 1250, su padre murió en la batalla de Fariskur, Egipto. En 1253, Alice se casó con Gilbert de Clare, VI conde de Hertford (2 de septiembre de 1243 – 7 de diciembre de 1295). Hijo de Richard de Clare, V conde de Hertford y Maud de Lacy, tenía diez años en el momento del matrimonio. En los años siguientes, Gilbert el Rojo se convirtió en uno de los nobles más poderosos nobles del reino. El matrimonio tuvo dos hijas.

### Descendencia
- Isabel de Clare (10 de marzo de 1263 – 1333), casada en primeras nupcias con Guy de Beauchamp, X conde de Warwick, y más tarde con Maurice de Berkeley, II barón de Berkeley. No tuvo descendencia.
- Juana de Clare (1264- después de 1302), casada con Donnchadh III, conde de Fife, con descendencia, y más tarde con Gervase Avenel.

## Príncipe Eduardo

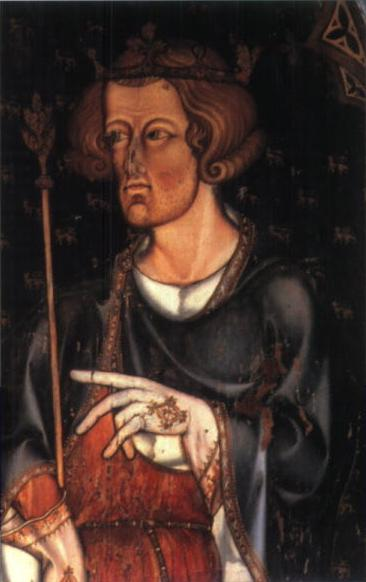
El rey Eduardo I de Inglaterra, presunto amante de Alice de Lusignan.

Alice era descrita como una bella mujer de cabello moreno y ojos oscuros; además de coqueta y provocativa. Se decía que tenía un gran parecido a su abuela, la reina Isabel. A finales de verano de 1259, hizo una amistad con su primo Eduardo, el futuro Eduardo I. Cuando estalló la guerra civil y los barones se alzaron liderados por Simón de Montfort, el marido de Alice le apoyó. El príncipe Eduardo, que lideró el ejército realista, rápidamente fue a la guerra contra los que traicionaron a sus padre. El príncipe capturó el castillo de Tonbridge, propiedad de Gloucester, y a la propia Alice, que fue hecha prisionera. Se dice que es en este momento cuando pudo existir una relación entre los primos. La esposa de Eduardo, Leonor de Castilla, estaba en Francia por aquel entonces. Al poco tiempo, Alice fue liberada.
En la batalla de Lewes (12 de mayo de 1264) Leicester y Gloucester vencieron al rey. Después de esto, Gilbert y su hermano Thomas fueron nombrados caballeros. Simón de Montfort pasó a ser el gobernante de facto de Inglaterra. El 20 de octubre, de Clare fue excomulgado. Un mes después, Gilbert juró lealtad al príncipe Eduardo. Después de la batalla de Evesham, donde Simón de Montfort fue asesinado, Gloucester fue recompensado con los castillos de Abergavenny y Brecknock, convirtiéndose en el señor más poderoso de las Marcas Galesas. En 1267, Alice y él empezaron a vivir vidas separadas, separación oficializada el 18 de julio de 1271, hasta la anulación del matrimonio el 16 de mayo de 1285. Gloucester se volvió a casar con Juana de Acre, hija de Eduardo, el 30 de abril de 1290. Alice murió en mayo de 1290. A través de su hija, Juana, Alice fue abuela de Isabella MacDuff, condesa de Buchan, quien coronó al rey Roberto I de Escocia.